# Anyone But Me
Anyone But Me  es una webserie inspirada en una serie animada y estrenada en 2008.
La serie creada en formato web se divide en varios episodios cortos de entre 6 y 15 minutos.
Narra las vivencias de un grupo de adolescentes en la ciudad de Nueva York, en el condado de Westchester (Nueva York). La serie fue creada por Tina Cesa Ward y la dramaturga Susan Miller.  Tanto el lanzamiento inicial como la distribución se hicieron a través de Strike.TV. Posteriormente transmitieron la serie en su propio sitio web y otros proveedores de vídeos en línea como YouTube y Hulu.

## Sinopsis
La serie gira en torno a las experiencias de Vivian McMillan (Rachael Hip-Flores), una adolescente lesbiana de dieciséis años.Debido a la enfermedad que sufre su padre, ambos deciden mudarse de Manhattan a la casa de la tía materna de Vivian ubicada en Westchester a 30 minutos de su ciudad natal.  Vivian trata de mantener la relación con su novia Aster Gaston (Nicole Pacent), mientras intenta adaptarse a un ambiente diferente al que está acostumbrada, se inscribe en una escuela nueva, establece un nuevo círculo de amistades e intenta reconectarse con amigos de su infancia.

## El Closet
Al inicio de la serie, Vivian se muestra como una estudiante de secundaria abiertamente lesbiana, su romance con Aster es totalmente conocido por la gente a su alrededor. Sin embargo, al vivir en su nuevo hogar en los suburbios y asistir a una escuela nueva, ella evita revelar su sexualidad, de tal manera que no se lo cuenta ni a su tía, ni a Sophie, una antigua amiga de la infancia y actual compañera de colegio. En público Vivian minimiza el papel que tiene Aster en su vida, para evitar que se descubra la naturaleza de su relación, presentándola simplemente como "su amiga de la ciudad". Esto crea una serie de conflictos, como en el octavo capítulo de la primera temporada, en el que se cuestiona si el orgullo gay es elemento esencial en una relación homosexual íntima.

## Estigmas en los suburbios de Estados Unidos
La ansiedad de Vivian sobre rebelar su sexualidad en Westchester es alimentada por su temor de que su familia y amigos no serán tan tolerantes ni la aceptarán como ocurría en Manhattan. La única persona que descubre el secreto de Vivian es Archibald (Joshua Holanda), un estudiante de color en su escuela.
En el episodio 3 de la primera temporada, Vivian y Archibald discuten su percepción, de que la comunidad conservadora blanca, nunca los aceptará totalmente por ser ambos minoría. Esta percepción se ve desafiada por otros personajes, como la amiga de la infancia de Vivian, Sophie (Jessy Hodges), quien al enterarse de la verdad le molesta más que Vivian pensara que no aceptaría su sexualidad.

## Consecuencias del 9/11
Los creadores del programa lo vendieron como una búsqueda "de amor y pertenencia posterior al 9/11".  El padre de Vivian, Gabe (Dan Via) es un exbombero de Nueva York que sufre de problemas respiratorios ocasionados por su trabajo en la zona cero, lo que provocó su traslado con su hija fuera del centro de la ciudad. En el episodio 3 de la primera temporada, el padre de Vivian revela que su intención al mudarse de Nueva York era que Vivian viviera su adolescencia sin tener que lidiar con las consecuencias que los ataques han tenido en sus vidas.

## Problemas en la crianza
La madre de Vivian se fue cuando era niña. Desde el comienzo de la enfermedad de su padre, algunos aspectos de su relación padre-hija se invirtieron, con Vivian regañándolo por no recurrir a ella de inmediato cuando tiene problemas. Su tía materna, Jodie (Barbara Pitts), la cual no tiene hijos, intenta con gran dificultad asumir el rol materno.
Los padres de Aster están siempre ausentes y poco interesados en su vida; los amigos de su edad, junto con Vivian, asumen la responsabilidad de motivarla a asistir a la escuela regularmente. 
Archibald, el cual se siente incómodo en la comunidad estudiantil, pasa el tiempo en la oficina de un administrador de la escuela.  El administrador motiva a Archibald a participar en deportes y clubes, pero su verdadero interés parece ser el tener a un espía que le revele quién se porta mal.

## Recepción de la crítica
El interés por la serie ha venido en su mayoría de los medios LGBT, con críticas generalmente positivas en los puntos de venta, como Curve  y la revista GO.   Gillian Reagan del New York Observer describió a Anyone But Me como un programa que "nos muestra el potencial de la web."